# فورمستان
فورمستان (انگلیسی: Formestane) یک مهارکننده آروماتاز استروئیدی و انتخابی است که در درمان سرطان پستان گیرنده استروژن مثبت در زنان یائسه استفاده می‌شود. این دارو به صورت خوراکی فعال نیست و فقط به صورت تزریق داخل عضلانی به کار می‌رود. این دارو آنالوگ آندروستندیون است.
فورمستان اغلب برای سرکوب تولید استروژن از استروئیدهای آنابولیک یا پروهورمون ها استفاده می‌شود. همچنین به عنوان یک پروهورمون برای ۴-هیدروکسی تستوسترون، یک استروئید فعال که افزون بر این که به عنوان یک مهارکننده آروماتاز ضعیف عمل می کند، فعالیت آندروژنیک ضعیفی را نشان می‌دهد.